# Vähä-Ohjo
Vähä-Ohjo är en ö i Finland. Den ligger i sjön Päijänne och i kommunen Padasjoki i den ekonomiska regionen  Lahtis ekonomiska region  och landskapet Päijänne-Tavastland, i den södra delen av landet, 150 km norr om huvudstaden Helsingfors. Öns area är 7,2 hektar och dess största längd är 400 meter i öst-västlig riktning.